# Carl Johan Hill

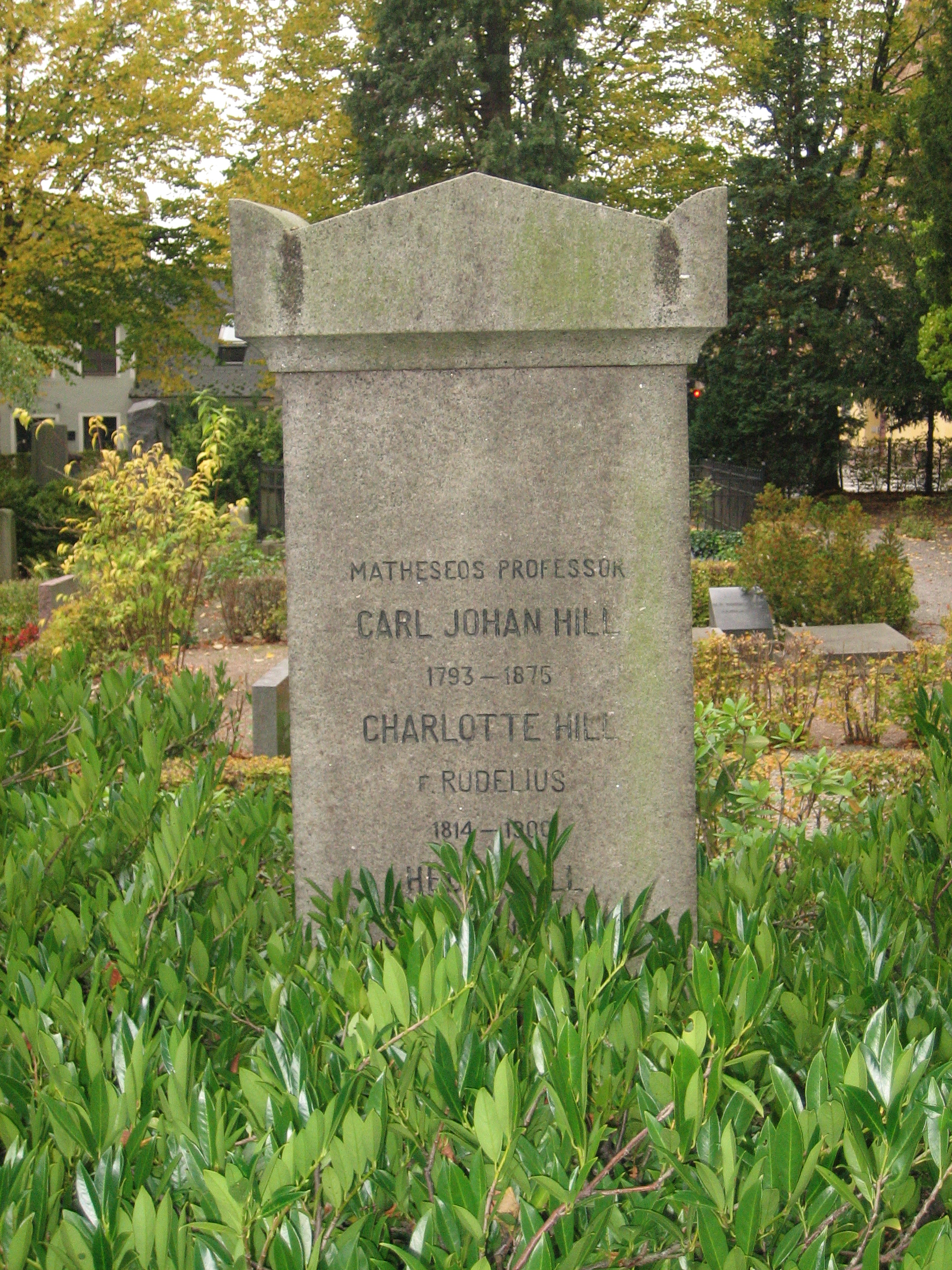
Hills grav på Östra kyrkogården i Lund.

Carl Johan Danielsson Hill, ursprungligen Rudelius, född den 12 januari 1793 i Målilla socken, död den 25 augusti 1875 i Lund, var en svensk professor i matematik och rektor vid Lunds universitet 1830-70.

## Biografi
Hill tillhörde egentligen släkten Rudelius, men ansåg detta namn för långt och bytte under studietiden till Hill, en anglicering av första ledet i ortnamnet Högruda, varifrån även namnet Rudelius tagits. 
Carl Johan Hill var i sin samtid känd som ett stort akademiskt original. Han var far till konstnären Carl Fredrik Hill. Han var inspektor vid Södermanlands nation åren 1838 till 1846 (eller 1847) samt vid Kalmar nation 1852-1862. Han invaldes 1848 som ledamot nummer 498 av Kungliga Vetenskapsakademien.
Hill ligger begravd på Östra kyrkogården i Lund.

## Vetenskaplig gärning
Hill utövade en stor vetenskaplig författarverksamhet särskilt inom matematiken, där hans främsta arbete är Matheseos fundamenta nova analytica (1860-69), vilket dock på grund av en svårtillgänlig form och originellt beteckningssätt varit föga känt.
Hill arbetade bland annat med tredjegradsekvationer. En egendomlighet med Cardanos formel är att det i det fall då alla tre rötterna är reella förekommer ändå i lösningsformeln rötter ur komplexa tal som inte är reella, vilket ibland uppfattats som onaturligt. Eftersom det med dessa metoder alltså inte gick att lösa ekvationen med hjälp endast av reella tal, kallas detta fallet därför för det irreducibla fallet.
Hill studerade ekvationer på formen {\displaystyle x^{3}-3ax^{2}-3x+a=0}
Han visade att om man betecknar rötterna med {\displaystyle x=x(a)} så gäller följande:
{\displaystyle x{\bigg (}{\frac {a+b}{1-ab}}{\bigg )}={\frac {x(a)+x(b)}{1-x(a)x(b)}}}